# Poua del Pla dels Estudiants
La Poua del Pla dels Estudiants és un pou de glaç de Vic (Osona) que forma part de l'Inventari del Patrimoni Arquitectònic de Catalunya.

## Descripció
Pou de glaç d'estructura poc usual perquè és de planta quadrada de 7,2 metres de costat. la seva alçada és de 5,6 metres. Des de l'arrencada de la cúpula hi ha 2,5 metres fins a la clau de la cúpula. Tota la construcció està feta de pedra seca incloent-hi la cúpula d'aresta que la cobreix i on hi ha dues obertures (una cara nord i l'altre cara sud) de,20 per 1,20 metres cadascuna. A un metre del fons del pou i a la paret nord hi ha una porta de 1,6 metres d'alçada amb unes escales que van a parar al fons. L'obertura sud oposada al riu disposa de dos petits contraforts adossats que servien per aguantar el torn i la corriola amb què pujaven i baixaven el gel.

## Història
Els pous del gel, es construïren i obtingueren la seva major rendibilitat en el decurs dels segles XVII, XVIII i part del XIX quan la fabricació o comercialització del gel representava una bona font d'ingressos. No obstant això, durant la primera meitat del segle XX alguns pous continuaren funcionant, malgrat que l'aparició del gel artificial amb l'arribada de l'electricitat i els transports moderns fessin desaparèixer aquest tipus d'indústria. Els últims pous en funcionament ja no comercialitzaven amb els hospitals, mercat, ... de Barcelona, sinó que eren d'ús propi.
Les condicions necessàries per a la construcció d'un pou de glaç, són la proximitat a les vies d comunicació, amb llocs de consum no gaire allunyats i la seva instal·lació en llocs de fortes glaçades i bones aigües. El gel es recollia a l'hivern a les basses o rieres properes al pou. Es tallava en blocs i s'emmagatzemava per capes recobertes de palla, vegetació i gel trossejat dins les poues fins de que l'estiu, segons la demanda, s'anava extraient i transportant dins de sàrries també cobertes de palla i boll.